# Jean Bouhier
Jean Bouhier (* 16. März 1673 in Dijon; † 17. März 1746 ebenda) war ein französischer Jurist, Gelehrter, Bibliophiler, Autor, Übersetzer und Mitglied der Académie française.

## Leben und Werk
Jean Bouhier war der Bruder von Claude Bouhier (1681–1755), Erzbischof von Dijon, und Neffe von Jean Bouhier (1666–1744), ebenfalls Erzbischof von Dijon. Er besuchte das Jesuitenkolleg in Dijon und studierte Rechtswissenschaft in Paris und Orléans. Schon 1693 schloss er das Studium ab und wurde, wie schon sein Vater, Rat am Parlement von Dijon. Von 1702 bis 1727 war er dort Präsident, weshalb seine Zeit ihn als Président Bouhier kannte. Er trat von seinem Amt zurück und widmete sich den Rest seines Lebens ausschließlich der Wissenschaft. Er starb im Alter von 73 Jahren an der Gicht, die ihn seit Jahrzehnten schon geplagt hatte.
Bouhier baute die von seinem Vater übernommene kostbare Bibliothek auf 35 000 Bände und 2000 Manuskripte aus. Sie wurde 1781 von Abt Louis-Marie Rocourt für die Abtei Clairvaux erworben und geriet in den Wirren der Französischen Revolution unter erheblichen Verlusten an die Stadt Troyes, wo sie heute Teil der Médiathèque Jacques Chirac ist.
Bouhiers Forschungen zum Altertum (anfänglich im Zusammenwirken mit Bernard de Montfaucon, Bernard de La Monnoye und anderen), dann seine Übersetzungen aus dem Lateinischen, überwiegend im Zusammenwirken mit seinem Freund Pierre-Joseph Thoulier d’Olivet, brachten ihm 1727 den Sitz Nr. 33 in der Académie française ein. Er führte mit Gelehrten des In- und Auslandes eine weitgespannte Korrespondenz, die in 14 Bänden herausgegeben wurde. Sein Hauptwerk sind Sammlung, Edition und Kommentar der Niederschriften des Gewohnheitsrechts (coutumes) im Herzogtum Burgund. Er scharte in Dijon einen Kreis von Gleichgesinnten um sich, zu dem auch der junge Charles de Brosses und sein Freund Buffon gehörten und aus dem sich die Académie des Sciences, Arts et Belles-Lettres de Dijon konstituierte.

## Schriften (Auswahl)
- mit Bernard de Montfaucon: Lettres pour et contre, sur la fameuse question, si les solitaires, appelés Thérapeutes, dont a parlé Philon le Juif, étaient chrétiens. Hrsg. Bernard de La Monnoye.  Paris 1712.
- Oeuvres complètes de Cicéron. Hrsg. Désiré Nisard. Bd. 4. Tusculanes. Bücher 3 und 5. Paris 1864. (zuerst Paris 1737)
- (Hrsg.) Les Coutumes du Duché de Bourgogne. 2 Bände, Dijon 1742–1746.
- (Übersetzer) Les Amours d’Énée et de Didon, poëme traduit de Virgile, avec diverses autres imitations d’anciens poëtes grecs et latins. Paris 1742.
- Recherches et dissertations sur Hérodote. Dijon 1746.
- Remarques sur Cicéron. Nouvelle édition. Paris 1746.
- Correspondance littéraire du président Bouhier. 14 Bände. Saint-Etienne 1974–1988.